# Norsk Geijer
Norsk Geijer war ein norwegischer Hersteller von Automobilen.

## Unternehmensgeschichte
Das Unternehmen AS C. Geijer & Co aus Oslo begann 1926 mit der Produktion von Automobilen. 1930 wurde die Produktion nach etwa 25 hergestellten Exemplaren eingestellt.

## Fahrzeuge
Es wurden Fahrzeuge hergestellt, die mit Einbaumotoren von Lycoming ausgestattet waren. Es standen Vierzylinder- und Achtzylindermotoren mit bis zu 65 PS zur Auswahl. Die Achtzylindermodelle verfügten über einen Radstand von 3,26 Metern und wurden überwiegend als Limousine angeboten.